# Diospyros hemiteles
Diospyros hemiteles är en tvåhjärtbladig växtart som beskrevs av I. Richardson. Diospyros hemiteles ingår i släktet Diospyros och familjen Ebenaceae. Inga underarter finns listade i Catalogue of Life.